# Kings of Suburbia
Kings of Suburbia —en español: Los Reyes de los Suburbios— es el quinto álbum de la banda Tokio Hotel. Fue lanzado en Alemania el 3 de octubre de 2014 y en el resto del mundo el 6 de octubre de 2014. El primer sencillo es «Run, Run, Run», se estrenó el 12 de septiembre de 2014 acompañado del videoclip oficial de la canción. «Girl Got A Gun» —en español: La chica está armada, La chica tiene un arma— es la segunda canción que fue lanzada por la banda el día 23 de septiembre de 2014. «Love Who Loves You Back» —en español: Ama a quien te ama— es el sencillo oficial del álbum. Kings Of Suburbia fue estrenado el día 1 de octubre de 2014, El segundo sencillo del álbum es «Feel It All» que fue lanzado el 27 de marzo de 2015 en apoyo a su gira mundial «Feel It All World Tour» con un video musical que fue filmado en la ciudad de Berlín.

## Listas de canciones
- Edición estándar

| Kings of Suburbia |                                                       |              |          |  |
| N.º               | Título                                                | Escritor(es) | Duración |  |
| 1.                | «Feel It All»                                         |              | 4:00     |  |
| 2.                | «Stormy Weather»                                      |              | 3:29     |  |
| 3.                | «Run, Run, Run»                                       |              | 3:25     |  |
| 4.                | «Love Who Loves You Back»                             |              | 3:50     |  |
| 5.                | «Covered in Gold»                                     |              | 4:29     |  |
| 6.                | «Girl Got a Gun»                                      |              | 2:47     |  |
| 7.                | «Kings of Suburbia»                                   |              | 3:24     |  |
| 8.                | «We Found Us»                                         |              | 3:24     |  |
| 9.                | «Invaded»                                             |              | 3:29     |  |
| 10.               | «Never Let You Down»                                  |              | 3:13     |  |
| 11.               | «Louder Than Love»                                    |              | 3:35     |  |
| 12.               | «Masquerade»                                          |              | 3:18     |  |
| 13.               | «Dancing in the Dark»                                 |              | 3:28     |  |
| 14.               | «The Heart Get No Sleep»                              |              | 3:50     |  |
| 15.               | «Great Day»                                           |              | 3:20     |  |
| 16.               | «The Intimate Interview "Time That We Have the Talk"» |              | 24:20    |  |